# وشی، ریگد
وشی، ریگد (به انگلیسی: Vashi, Raigad) یک روستا در هند است که در مهاراشترا واقع شده‌است.

## خصوصیات
وشی ۱٬۹۷۷ نفر جمعیت دارد و ۱۰ متر بالاتر از سطح دریا واقع شده‌است.